# Winimor
Winimor är ett berg i Mikronesiens federerade stater. Det ligger i kommunen Tolensom och delstaten Chuuk, i den västra delen av landet, 700 km väster om huvudstaden Palikir. Toppen på Winimor är 162 meter över havet.